# 福むら貴美子
福むら 貴美子（ふくむら きみこ、1897年9月21日- 1962年5月3日）は、日本の女性歌手・作曲家。
戦前にうぐいす芸者歌手、戦後は作曲家として活動した。

## 来歴
1897年（明治30年)9月21日、東京府東京市で生まれる。本名、岸上 きみ。旧姓は、藤本。母親は音曲寄席師の立花家朝治であり、幼少期から寄席の高座に度々出演していた。1910年(明治43年)頃、立花家歌子を名乗り、三遊派に加わる。娘音曲手踊りとして岸沢式多津と並び称され、人気を二分した。
京都で学校の課程を修める。清元、哥沢、小唄、新小唄などを次々と究め、その美声をもって知られた。大正中期からは哥沢に転向し、寄席の出演よりは専ら哥沢寅の名で活動することが多くなる。
1932年（昭和7年)1月、ビクター実演大会にて、女馬子・淀川を披露。同年、日本コロムビアから歌手デビューし、その年の内に日本ビクターに移籍。1934年（昭和9年)まで流行歌手・民謡歌手として活動した。
その後は岸上 美葵などの変名を名乗って戦前の歌謡界で活躍し、1940年（昭和15年)に福村 貴美子の名で作曲家に転身。戦後は芸名を本名の岸上 きみで統一し、大倉喜七郎の片腕として大和楽の創流に参加。立唄・指導者として普及に尽力、『狐』『傘の内』などを作曲した。
1962年（昭和37年)5月3日、死去。

## 代表曲
歌唱
昭和７年　『弥太郎笠の唄』
　　　　　『四條オンパレード』
昭和８年　『女馬子』『祖国日向』
　　　　　『湊川小唄』『関の五本松』
昭和９年　『樺太民謡』
　作曲
昭和１３年頃　『狐』『隅田川』『夕顔棚』
昭和１５年頃　『傘の内』
昭和２２年　『河』『お祭り』『鐘』